# Červený pokoj
Červený pokoj (Röda rummet), přelomové dílo švédské literatury, je román Augusta Strindberga vydaný v roce 1879 nakladatelstvím Josepha Selingmanna.
Jedná se o autorovu prvotinu, která v duchu kritického realismu a naturalismu nastavuje zrcadlo soudobé stockholmské společnosti. V deníku Aftonbladet bylo dílo nazváno románem „špíny". Čtenářsky byl román nicméně velice úspěšný – v letech 1879–1880 vyšel v pěti vydáních v celkovém nákladu 6000 výtisků a byl přeložen do několika jazyků. Česky jej vydalo nakladatelství Odeon (v překladu Františka Fröhlicha) celkově čtyřikrát, a to v letech 1901, 1927, mezi lety 1932 a 1952 a naposledy v roce 1990.
Červený pokoj je typicky naturalisticky obrácený bildungsroman. Má velmi široký záběr, snaží se ukázat společnost z různých úhlů a za tímto účelem je vlastně také jakousi moderní variací pikareskního románu. I proto je zde kompozice rozvolněná a útržkovitá, jako by se v autorově rezignaci na organizovanější formu odráželo jeho zolovsky naturalistické přesvědčení. Darwinistické líčení lidských bytostí jako společenských živočichů je v textu umocněno pohledem na lidi jako na odpadky pomocí podobných degradujících přirovnání. Ironie a humor, blížící se až karikatuře, vytváří břitkost textu. Z dnešního pohledu se román nejeví jako velké nadčasové dílo, proslulost textu je přece jen z velké části dána jeho ohromující výjimečností v místním a dobovém kontextu. Přesto je román dodnes čtivý díky svěžímu, částečně impresionistickému stylu, jemuž dává jiskru zejména napětí mezi hovorovým jazykem dialogů a jistou mírou poetizace a lyrizace jinak syntakticky sevřeného vyprávění.
Po vydání Červeného pokoje se Strindberg stal jedním z nejdiskutovanějších a nejkontroverznějších spisovatelů ve Švédsku. Román zesměšňuje švédskou maloměšťáckost, odhaluje pokrytectví politických elit a kritizuje státní aparát. Zároveň však oslavuje bohémský život umělců a jiných zahálčivých existencí. Kniha je plastickým obrazem tehdejší švédské společnosti. Arvida Falka, hlavního hrdinu Červeného pokoje, můžeme označit za postavu značně autobiografickou, podobně jako v případě drtivé většiny Strindbergova díla.

## Postavy a jejich stručná charakteristika
Arvid Falk, hlavní hrdina románu, usiluje o pravdu a svobodu. Peníze a sláva jsou pro něj až na druhém místě. Dalšími postavami knihy jsou mladí intelektuálové, bohémové a filozofové s různými životními ideály. Mnoho z nich žije v chudobě. Setkáváme se s Ygbergem, filozofem, který v zoufalství z hladovění později přijímá práci, kterou Arvid odmítl; Sellenem, malířem, jehož dílo je po dlouhé době konečně oceněno; Ollem Montanem, sochařem a filozofem, který přežívá jen díky přátelům. A konečně s žurnalistou Struvem. Sledujeme příběh Arvida, který se snaží prosadit jako spisovatel, postupně pracuje v několika novinách, až skončí jako učitel. Nakonec se vrací domů jako slavný spisovatel. Román je pojmenován podle salonku, v němž se stockholmská bohéma schází.

## Citace z knihy
(…) „Jak už jsem řekl příteli,“ zahájil Falk rozhovor nanovo, „rozešel jsem se dnes s tím, co bylo, a opustil úřednickou dráhu; chci jen dodat, že mám v úmyslu stát se literátem!“ 
 „Literátem! Ale, probůh, proč? Vždyť je to škoda.“ 
 „Není to škoda; ale chtěl jsem se zeptat, jestli nevíte, kde bych mohl dostat nějakou práci.“ 
 „Hm, opravdu těžko říci. Přichází tolik zájemců ze všech stran. Na to ale nemyslete. Je to opravdu škoda, že jste se rozhodl přesedlat. Dráha literáta je těžká!“ 
Struve dával najevo lítost, ale nemohl skrýt určité potěšení nad tím, že má druha v neštěstí. 
 „ Vysvětlete mi,“ pokračoval, „ proč opouštíte dráhu, která slibovala slávu i moc.“ 
 „Slávu těm, kteří uchvátili moc, a moc těm, kteří neberou žádné ohledy.“ 
 „Ale jakpak! Tak hrozné to snad není?“ 
 „Že ne? Můžeme si o tom promluvit právě tak jako o čemkoli jiném. Vylíčím vám, jak to vypadalo jenom z těch šesti úřadů, ve kterých jsem byl zapsán. Z těch prvních pěti jsem odešel hned z toho prostého důvodu, že tam nebylo co dělat. Když jsem se přišel zeptat po nějaké práci, zněla odpověď:
 Nemáme! A taky jsem tam nikdy nikoho neviděl něco dělat. A to protože jsem byl v úřadech natolik zahrnovaných úkoly jako Kolegium pro papírenství, Kancelář pro uvalování daní a Generální ředitelství pro penze vyšších úředníků, jimiž se to tam jen hemží, myslel jsem si, že aspoň úřad, který je všechny platí, přece musí mít nějakou práci. Zapsal jsem se proto v Kolegiu pro vyplácení platů vyšších úředníků…“